# Jan Wiśniewski herbu Baklay

Prawdopodobny wygląd herbu udzielonego Wiśniewskiemu

Jan Wiśniewski (ur. XVI w. w Krakowie, zm. ?) – magister sztuk wyzwolonych i doktor filozofii.

## Życiorys
Urodził się w Krakowie, studiował na Akademii Krakowskiej, uzyskał tytuł magistra sztuk wyzwolonych i doktora filozofii. Był sekretarzem księcia Janusza Ostrogskiego wojewody wołyńskiego. Wcześniej pracował dla  Stanisława Sokołowskiego (teologa) i Andrzeja Tęczyńskiego wojewody krakowskiego. Zasłużył się w walkach z Tatarami pod Tarnopolem i Zbarażem. 12 kwietnia 1590 Zygmunt III Waza nobilitował Wiśniewskiego. Drogą adopcji herbowej otrzymał herb Ostrogskich zwany Baklay.